# ISO/IEC JTC 1
ISO/IEC JTC 1, titulat "Tecnologia de la informació", és un comitè tècnic conjunt (JTC) de l'Organització Internacional per a la Normalització (ISO) i la Comissió Electrotècnica Internacional (IEC). La seva finalitat és desenvolupar, mantenir i promoure estàndards en els camps de les tecnologies de la informació i les comunicacions (TIC).
JTC 1 ha estat responsable de molts estàndards informàtics crítics, que van des dels formats d'imatge del Joint Photographic Experts Group (JPEG) i els formats d'àudio i vídeo del Moving Picture Experts Group (MPEG) fins als llenguatges de programació C i C++.

## Història
ISO/IEC JTC 1 es va formar el 1987 com a fusió entre ISO/TC 97 (Tecnologia de la informació) i IEC/TC 83, amb IEC/SC 47B unint-se més tard. La intenció era reunir, en un únic comitè, les activitats d'estandardització de les TI de les dues organitzacions matrius per tal d'evitar estàndards duplicats o possiblement incompatibles. En el moment de la seva formació, el mandat del JTC 1 era desenvolupar estàndards bàsics en tecnologia de la informació sobre els quals poguessin basar-se altres comitès tècnics. Això permetria desenvolupar estàndards específics de domini i aplicació que podrien ser aplicables a dominis empresarials específics, alhora que garantiria la interoperació i la funció dels estàndards de manera coherent.

## Àmbit i missió
L'àmbit d'aplicació de la ISO/IEC JTC 1 és "La normalització internacional en el camp de la tecnologia de la informació". El seu mandat oficial és desenvolupar, mantenir, promoure i facilitar els estàndards de TI requerits pels mercats globals que compleixin els requisits empresarials i dels usuaris en relació amb:
- Disseny i desenvolupament de sistemes i eines informàtiques
- El rendiment i la qualitat dels productes i sistemes informàtics
- La seguretat dels sistemes informàtics i de la informació
- La portabilitat dels programes d'aplicació
- La interoperabilitat de productes i sistemes informàtics
- Les eines i entorns unificats
- El vocabulari informàtic harmonitzat
- Les interfícies d'usuari fàcils d'utilitzar i dissenyades ergonòmicament

## Membres
Igual que les seves organitzacions matrius ISO i IEC, membres de JTC 1 són organismes nacionals de normalització. Un organisme nacional d'estàndards representa cada país membre, i els membres es refereixen a JTC 1 com a "organismes nacionals" (NB). Un membre pot tenir l'estatus de participant (membre P) o observador (membre O), amb les principals diferències que són la capacitat de participar a nivell de grup de treball en l'elaboració d'estàndards i de votar les normes proposades (tot i que els membres O poden enviar comentaris). A partir de maig de 2021, JTC 1 té 35 membres P i 65 membres O i, per tant, 100 NB membres. La secretaria de JTC 1 és l'American National Standards Institute (ANSI), que és l'organisme nacional de normalització del membre NB dels Estats Units. Les relacions d'enllaç establertes directament al JTC 1 nivell són:
- Comissió Europea (CE)
- Ecma Internacional
- Unió Internacional de Telecomunicacions (ITU), inclosa la Comissió d'Estudi 16 de l'ITU-T sobre Multimèdia

## Estructura
La major part del treball en el desenvolupament d'estàndards es realitza per subcomitès (SC), cadascun dels quals s'ocupa d'un camp determinat. La majoria d'aquests subcomitès tenen diversos grups de treball (GT). Els subcomitès, grups de treball, grups de treball especials (SWG) i grups d'estudi (SG) dins del JTC 1 són:
Cada subcomissió pot tenir subgrups creats amb finalitats específiques:
- Els Grups d'Estudi (SG) estan constituïts per investigar la necessitat i la viabilitat d'una estandardització i/o orientació addicionals en una àrea tècnica. L'objectiu principal d'un grup d'estudi és entendre les activitats actuals en una àrea determinada i fer recomanacions al JTC 1 o a un subcomitè específic.
- Els grups de treball (GT) s'estableixen per agilitzar el desenvolupament d'un o més ítems de treball aprovats, i existiran mentre tingui la responsabilitat dels ítems de treball aprovats.
- Altres Grups de Treball (OWG) realitzen tasques específiques entre les reunions d'un subcomitè. Aquestes tasques es defineixen als termes de referència de l'OWG.

| Grups assessors               | Títol                                                                                        |
| ----------------------------- | -------------------------------------------------------------------------------------------- |
| ISO/IEC JTC 1/JAG             | Grup assessor del JTC 1                                                                      |
| ISO/IEC JTC 1/AG 1            | Comunicions                                                                                  |
| ISO/IEC JTC 1/AG 2            | JTC 1 Tecnologia i innovació emergents (JETI)                                                |
| ISO/IEC JTC 1/AG 6 (dissolt)  | Vehicles autònoms i rics en dades                                                            |
| ISO/IEC JTC 1/AG 8            | Meta Arquitectura de referència i Arquitectura de referència per a la integració de sistemes |
| ISO/IEC JTC 1/AG 10           | Divulgació                                                                                   |
| ISO/IEC JTC 1/AG 14           | Facilitació de la integració de sistemes (SIF)                                               |
| ISO/IEC JTC 1/AG 15           | Normes i Reglaments                                                                          |
| ISO/IEC JTC 1/AG 17           | Directrius de la reunió - SD 19                                                              |
| ISO/IEC JTC 1/AG 18           | Vocabulai                                                                                    |
| ISO/IEC JTC 1/AG 19           | Coordinació amb ISO TC 20/SC 16 sobre sistemes d'aeronaus no tripulades (UAS)                |
| Ad Hoc Groups                 | Títol                                                                                        |
| ISO/IEC JTC 1/AHG 4           | Col·laboració entre dominis                                                                  |
| ISO/IEC JTC 1/AHG 5           | Estàndards JTC 1 disponibles gratuïtament                                                    |
| Grups de treball              | Títol                                                                                        |
| ISO/IEC JTC 1/WG 7 (dissolt)  | Xarxes de sensors                                                                            |
| ISO/IEC JTC 1/WG 9 (dissolt)  | Big data                                                                                     |
| ISO/IEC JTC 1/WG 10 (dissolt) | Internet de les coses (IoT)                                                                  |
| ISO/IEC JTC 1/WG 11           | Ciutats intel·ligents                                                                        |
| ISO/IEC JTC 1/WG 12           | Impressió i escaneig 3D                                                                      |
| ISO/IEC JTC 1/WG 13           | Fiabilitat                                                                                   |
| ISO/IEC JTC 1/WG 14           | Informàtica quàntica                                                                         |
| Subcomitès                    | Títol                                                                                        |
| ISO/IEC JTC 1/SC 2            | Conjunts de caràcters codificats                                                             |
| ISO/IEC JTC 1/SC 6            | Telecomunicacions i intercanvi d'informació entre sistemes                                   |
| ISO/IEC JTC 1/SC 7            | Enginyeria de sistemes i programari                                                          |
| ISO/IEC JTC 1/SC 17           | Targetes i dispositius de seguretat per a la identificació personal                          |
| ISO/IEC JTC 1/SC 22           | Llenguatges de programació, els seus entorns i interfícies de programari del sistema         |
| ISO/IEC JTC 1/SC 23           | Suports gravats digitalment per a l'intercanvi i emmagatzematge d'informació                 |
| ISO/IEC JTC 1/SC 24           | Infografia, tractament d'imatges i representació de dades ambientals                         |
| ISO/IEC JTC 1/SC 25           | Interconnexió d'equips de tecnologia de la informació                                        |
| ISO/IEC JTC 1/SC 27           | Seguretat de la informació, ciberseguretat i protecció de la privadesa                       |
| ISO/IEC JTC 1/SC 28           | Equips d'oficina                                                                             |
| ISO/IEC JTC 1/SC 29           | Codificació d'informació d'àudio, imatge, multimèdia i hipermèdia                            |
| ISO/IEC JTC 1/SC 31           | Tècniques d'identificació automàtica i captura de dades                                      |
| ISO/IEC JTC 1/SC 32           | Gestió i intercanvi de dades                                                                 |
| ISO/IEC JTC 1/SC 34           | Descripció de documents i llenguatges de processament                                        |
| ISO/IEC JTC 1/SC 35           | Interfícies d'usuari                                                                         |
| ISO/IEC JTC 1/SC 36           | Tecnologies de la informació per a l'aprenentatge, l'educació i la formació                  |
| ISO/IEC JTC 1/SC 37           | Biomètrics                                                                                   |
| ISO/IEC JTC 1/SC 38           | Cloud computing i plataformes distribuïdes                                                   |
| ISO/IEC JTC 1/SC 39           | Sostenibilitat per i per les tecnologies de la informació                                    |
| ISO/IEC JTC 1/SC 40           | Gestió de serveis informàtics i govern de TI                                                 |
| ISO/IEC JTC 1/SC 41           | Internet de les coses i tecnologies relacionades                                             |
| ISO/IEC JTC 1/SC 42           | Intel·ligència artificial                                                                    |
| Grups d'estudi                | Títol                                                                                        |
| ISO/IEC JTC 1/SG 1 (dissolt)  | Ciutats intel·ligents                                                                        |
| ISO/IEC JTC 1/SG 2 (dissolt)  | Big data                                                                                     |
| ISO/IEC JTC 1/SG 3            | Impressió i escaneig 3D                                                                      |
| Grups de treball especials    | Títol                                                                                        |
| ISO/IEC JTC 1/SWG 1 (dissolt) | Accessibilitat (SWG-A)                                                                       |
| ISO/IEC JTC 1/SWG 2 (dissolt) | Directives                                                                                   |
| ISO/IEC JTC 1/SWG 3 (dissolt) | Planning                                                                                     |
| ISO/IEC JTC 1/SWG 5 (dissolt) | Internet de les coses (IoT)                                                                  |
| ISO/IEC JTC 1/SWG 6 (dissolt) | Gestió                                                                                       |
| ISO/IEC JTC 1/SWG 7 (dissolt) | JTC 1 Grup JAG sobre tecnologies i innovacions emergents (JETI)                              |